# Nijnaya Sinyatchikha (musée)
 (juin 2010).
 (juin 2010).
Si vous disposez d'ouvrages ou d'articles de référence ou si vous connaissez des sites web de qualité traitant du thème abordé ici, merci de compléter l'article en donnant les références utiles à sa vérifiabilité et en les liant à la section « Notes et références ».
Le Musée de Nijnaya Sinyatchikha est un écomusée en plein air, situé dans l'oblast de Sverdlovsk, en Russie. Des maisons, des chapelles et d'autres bâtiments rustiques y sont présentés, ainsi qu'une collection unique de peintures murales ouraliennes, de décorations intérieures d'isbas, de contrevents et d'œuvres d'art populaire.

## Histoire
Le village de Nijnaya Sinyatchikha a été fondé en 1680. Il se trouvait non loin de la grande route du Tsar qui reliait la partie européenne de la Russie avec la Sibérie.

## Contribution d'Ivan Danilovitch Samoylov
Ivan Danilovitch Samoylov, au cours de ses études d'histoire de l'Oural Moyen, crée 30 collections d'art populaire de Russie pré-soviétique en 1947. Dès 1967, Ivan Danilovitch restaure la cathédrale Spaso-Préobrajenskiy construite en style baroque (fin du XVIIe siècle). En 1978, il ouvre dans ce bâtiment le musée de la peinture murale ouralienne populaire. Progressivement, Ivan Danilovitch enrichit le musée de plein air en y apportant des exemples de l’architecture populaire. Il y restaure 3 isbas, 4 chapelles, 2 tours et un moulin,.

## Cathédrale
La construction de la cathédrale Spaso-Préobrajensky commence en  1794 par le décret de S. Yakovlev. Selon une légende, l’église a été construite par un italien, mais les spécialistes supposent que la cathédrale a été érigée par l’architecte de Tobolsk, car cette cathédrale est le meilleur et rare exemple du baroque sibérien. Abandonnée depuis de longues années, la restauration de la cathédrale est effectuée à la fin des années 1960 avec la contribution d'Ivan Samoylov.

## Collections
La cathédrale Spaso-Préobrajensky sert aussi de musée. Au rez-de-chaussée, on trouve une collection de monnaies, des icônes, des fresques murales et des cloches.[réf. souhaitée] Au premier étage est exposée la collection unique de la peinture murale ouralienne. I.D. Samoylov parcourait les villages pour y acheter des murs, des plafonds et des portes de maisons afin de les ajouter dans son musée.[réf. nécessaire]

## Chapelles
Au Nijnaya Siniatchikha se trouvent cinq chapelle. De nos jours, ces chapelles servent des terrains d’exposition des pièces de musée recueillies par I.D. Samoylov.[réf. souhaitée] La chapelle de l’Ascension comporte une exposition de Christina Tchuprakova qui habite ce village. En utilisant des petits morceaux de tissu, elle faisait de divers tapis ; avec du papier-mâché, de la cire à modeler, de l’argile, elle créait des objets d’art traitant sujets de la vie rustique : des fenaisons, des rentrées du lin, des chevaux et des laboureurs.[réf. nécessaire] La chapelle d’Alexandre Nevskiy est devenue un petit musée de l’ancienne gravure sur bois.[réf. souhaitée] La chapelle de Savatiy et Zosim Solovetskiy est devenue la salle d’exposition de la peinture locale d’Anna Ivanovna Trofimova.[réf. souhaitée]

## Isbas
La plupart des Isbas ont été apportés à Sinyatchikha de lieux très éloignés : ils ont d'abord été démontés puis reconstruits. Ils constituent une grande partie de l’exposition et servent également à exposer d’autres objets des collections d’Ivan Danilovitch Samoylov.[réf. nécessaire]